# Sava (Italien)
 For alternative betydninger, se Sava (flertydig). (Se også artikler, som begynder med Sava)
Sava er en by i Apulien, Italien med 15.350 (2023) indbyggere.